# Pan-nacionalismo

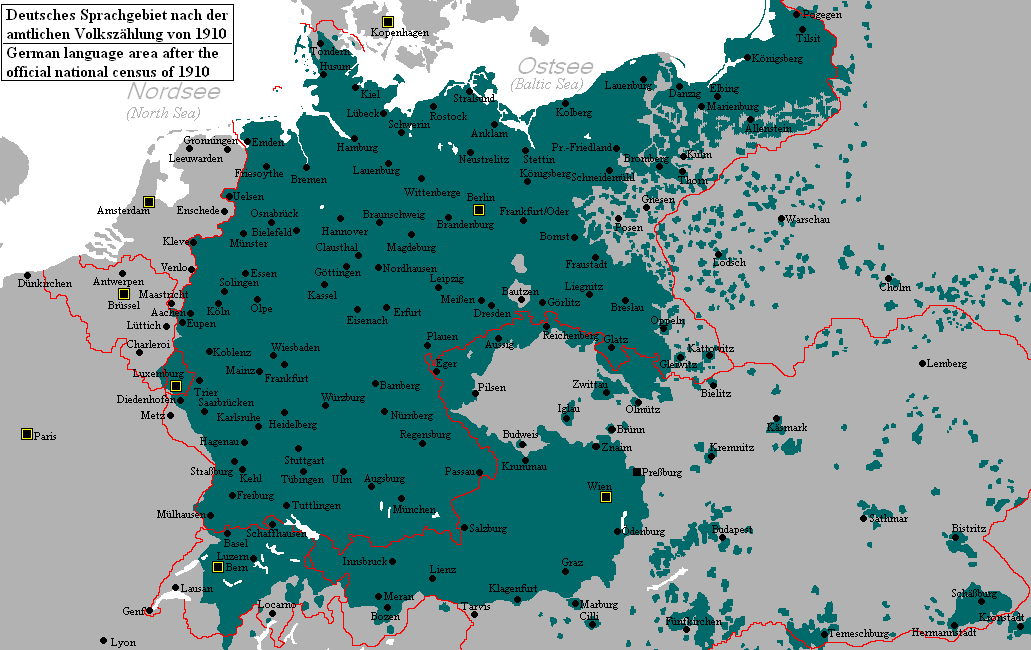
Área de língua alemã em 1910-11. Os limites dos Estados estão em vermelho. Os pan-nacionalistas alemães queriam unir grande parte das áreas verdes em um Estado-nação alemão.

Pan-nacionalismo é uma forma de nacionalismo distinguida por estar associada a um território nacional reivindicado que não corresponde às fronteiras políticas existentes. Ele compartilha as premissas nacionalistas gerais de que a nação é uma unidade fundamental da vida social humana e que é a única base legítima para o Estado.
Alguns pan-nacionalismos, como o pan-germanismo para os alemães, dizem respeito ao que, além dos antropólogos, podem considerar um único grupo étnico (austríacos, suíços de língua alemã e outros podem ou não se identificar como "alemães"). Para os adeptos do pan-turquismo, em contraste, a supressão das identidades nacionais ou étnicas separadas dos povos turcos não-turcos, como o cazaques do Cazaquistão e o povo do Quirguistão, é muito menos aceita pelos não-adeptos da ideologia. Ao se esforçar para criar um império pan-turco ou pan-islâmico, os turcos otomanos realizaram um genocídio de todos os não-turcos e especialmente os não-muçulmanos no primeiro genocídio do século XX, o genocídio armênio, que ainda não é reconhecido pela Turquia.

## Movimentos
- Eurasianismo
- Pan-africanismo
- Pan-americanismo
- Pan-arabismo
- Panceltismo
- Pan-escandinavismo
- Pan-eslavismo
- Pan-europeísmo
- Pangermanismo
- Pan-helenismo
- Pan-hispanismo
- Pan-iranismo
- Pan-islamismo
- Pan-mongolismo
- Pan-somalismo
- Panturquismo